# Association Sportive de Saint-Étienne 1986-1987
Questa voce raccoglie le informazioni riguardanti l'Associaton Sportive de Saint-Étienne nelle competizioni ufficiali della stagione 1986-1987.

## Maglie e sponsor
Lo sponsor tecnico per la stagione 1986-1987 è Puma mentre lo sponsor ufficiale è Casino.
| Manica sinistra · Maglietta · Manica destra · Pantaloncini · Calzettoni |

## Organigramma societario
Area direttiva
- Presidente: André Laurent

Area tecnica
- Direttore sportivo: Pierre Garonnaire
- Allenatore: Henryk Kasperczak

## Rosa
| N. |                     | Ruolo | Calciatore            |
| -- | ------------------- | ----- | --------------------- |
|    | Francia (bandiera)  | P     | Jean Castaneda        |
|    | Francia (bandiera)  | P     | François Lemasson     |
|    | Francia (bandiera)  | P     | Laurent Simon         |
|    | Francia (bandiera)  | D     | Éric Clavelloux       |
|    | Francia (bandiera)  | D     | Christian Dafreville  |
|    | Francia (bandiera)  | D     | Lionel David          |
|    | Bulgaria (bandiera) | D     | Georgi Dimitrov       |
|    | Francia (bandiera)  | D     | Patrice Ferri         |
|    | Francia (bandiera)  | D     | Thierry Gros          |
|    | Francia (bandiera)  | D     | Jean-Philippe Primard |
|    | Francia (bandiera)  | C     | Alain Bénédet         |

| N. |                     | Ruolo | Calciatore             |
| -- | ------------------- | ----- | ---------------------- |
|    | Francia (bandiera)  | C     | Youssef Belkebla       |
|    | Francia (bandiera)  | C     | Thierry Courault       |
|    | Francia (bandiera)  | C     | Jean-François Daniel   |
|    | Francia (bandiera)  | C     | Pascal Françoise       |
|    | Francia (bandiera)  | C     | Gilles Peycelon        |
|    | Francia (bandiera)  | C     | Jean-Luc Ribar         |
|    | Bulgaria (bandiera) | D     | Georgi Slavkov         |
|    | Francia (bandiera)  | A     | Robert Jacques         |
|    | Marocco (bandiera)  | A     | Abdelkrim Merry Krimau |
|    | Francia (bandiera)  | A     | Hervé Musquere         |